# Marcos Juárez (Córdoba)
Marcos Juárez is een plaats in het Argentijnse bestuurlijke gebied Marcos Juárez in de provincie Córdoba. De plaats telt 24.226 inwoners.